# 드와이트 헨리

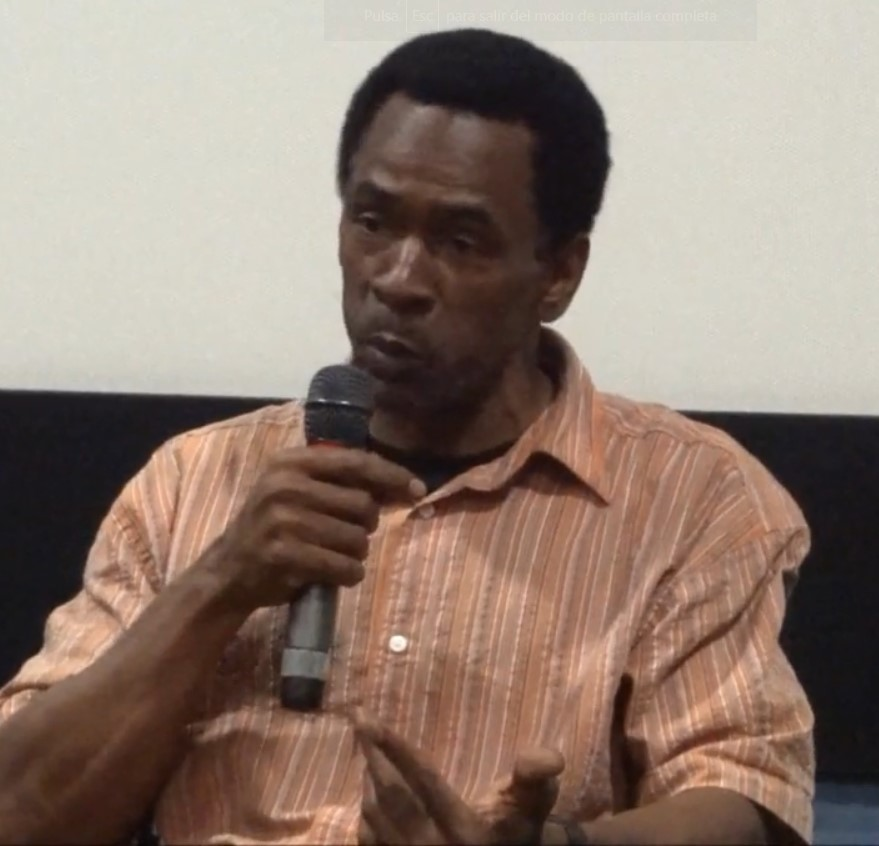

드와이트 헨리(영어: Dwight Henry, 1962년 ~ )는 미합중국의 배우이다.

## 영화
- 국가의 탄생 (2016년) - 아이작 터너 역
- 더 사운드 앤 더 퓨리 (2014년) - 로스커스 역
- 노예 12년 (2013년) - 아브람 역
- 비스트 (2012년) - 윈키 역